# Santi protettori Antonio di Padova e Fermo
Santi protettori Antonio di Padova e Fermo è un dipinto a olio su tela di Gian Giacomo Barbelli datato 1620 e conservato nella chiesa di San Rocco di Bergamo via Broseta, nell'antica vicina di San Leonardo.

## Storia
Il dipinto è conservato come pala d'altare della prima cappella a sinistra della chiesa dedicata a san Rocco taumaturgo e scelto come protettore dai disciplini verdi di Bergamo che avevano il giuspatronato della cappella. Questa era originariamente dedicata alla Madonna della Neve. Scrisse infatti Giovanni Da Lezze
 La storia della tela, con l'affresco della Madonna che la completa, segue quella della chiesa.
A Bergamo vi era una importante presenza della congregazione dei disciplini che si divideva in «disciplini bianchi» presenti nella chiesa di Santa Maria Maddalena, dedicata alla santa scelta come devozione dei disciplini flagellanti, i «disciplini rossi» o “rossi della Trinità” che avevano la sede nella chiesa della Santissima Trinità. Le due chiese furono distrutte durante le soppressioni napoleoniche. I disciplini verdi gestivano la chiesa in via Broseta intitolata a san Rocco, santo scelto dalla congregazione.

Nella relazione della visita pastorale diocesana di san Carlo Borromeo del 1575, viene descritta la cappella dedicata ai santi Sebastiano e Elena, e ordina la rimozione dell'altare ma di conservare l'immagine della santa. L'altare non viene più indicato nelle successive visite fino alla visita pastorale del vescovo Gregorio Barbarigo, e proprio durante il suo vescovato durante una celebrazione della basilica alessandrina indica la presenza dell'antico altare:

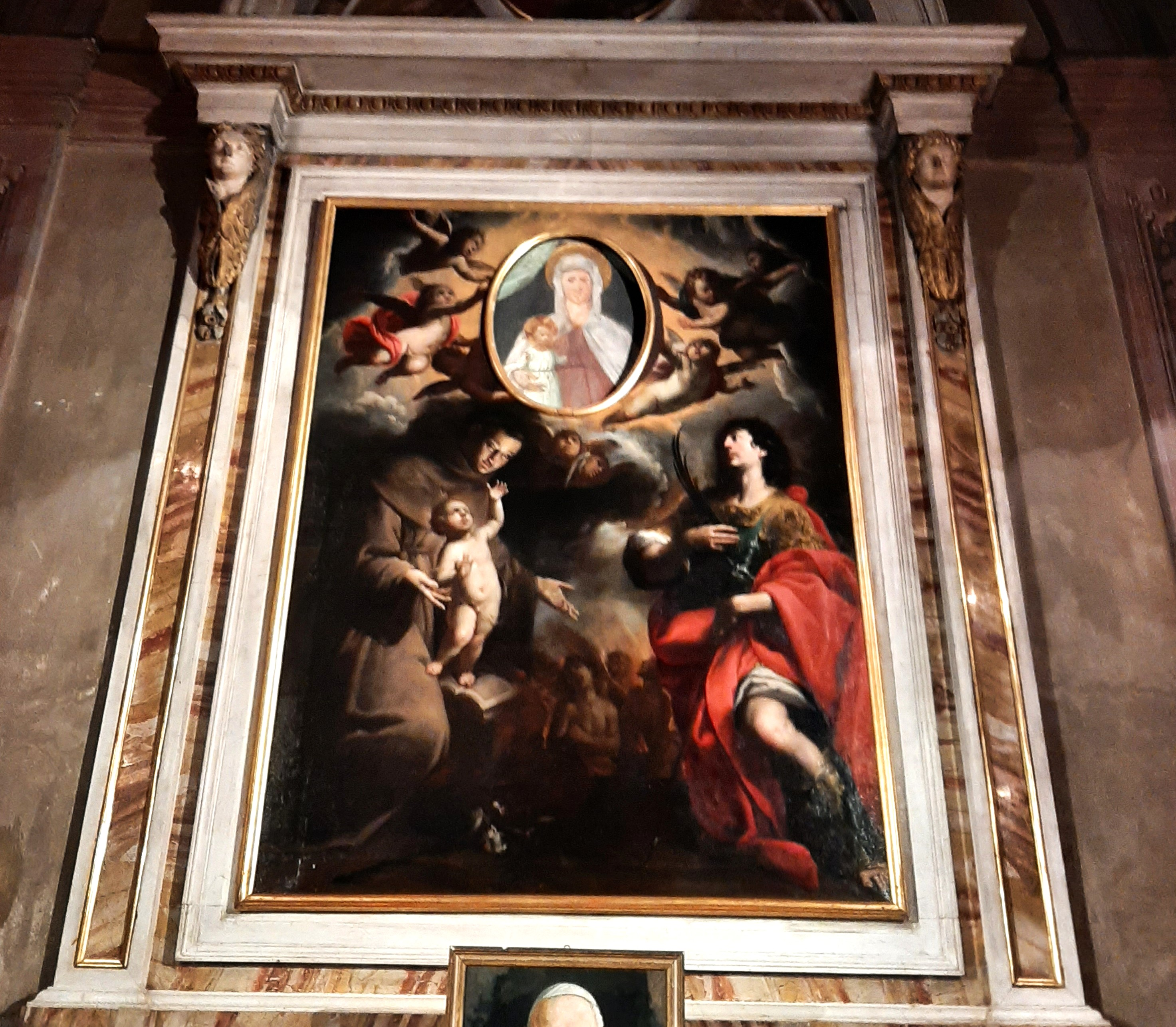
Dipinto raffigurante i santi Protettori e la Madonna della Neve con i disciplini verdi lavoro di Gian Giacomo Barbelli

Il 29 dicembre 1659 la chiesa e l'altare vengono nuovamente citati:
 sarà lo storico Donato Calvi a citare nuovamente l'altare: 
(Donato Calvi)
La costruzione della cappella risale al 1605 per volontà di Baldassar fu Giuseppe Callioni che per propria devozione la fece edificare nell'antica chiesa di san Rocco dove dovevano essere celebrate una messa la settimana. Versò quindi L 350 al consiglio della chiesa alla presenza dei notai. Nella medesima via Broseta alla fine del Cinquecento vi era una edicola che, occupava uno spazio destinata a nuove costruzioni, viene quindi chiesto di rimuove l'affresco raffigurante una Madonna col Bambino e di porlo nella chiesa di San Rocco, questo era il dipinto della Madonna della Neve.
L'immagine era oggetto di grande venerazione e questo portò quindi alla necessità di inserire il piccolo affresco all'interno di una pala più grande. La pala venne commissionata nel 1652 in quanto anno importante per sant'Antonio grazie all'attenzione dell doge Francesco Molino che fece trasportare la reliquia del santo dal Padova a Venezia, quale forma di ringraziamento per la Guerra di Candia del 1561. Nel medesimo anno Bergamo, che era dominata dalla Repubblica di Venezia, scelse il santo tra i patroni cittadini. Nel medesimo anno fu commissionata all'artista il dipinto conservato presso la Chiesa di Santa Grata in Columnellis Santa Grata regge la testa di sant'Alessandro alla presenza dei santi Lupo e Esteria.
Il dipinto ha sempre mantenuto, fin dalla sua realizzazione, la medesima collocazione.

## Descrizione
La tela ospita nella parte superiore entro un ovale completo di cornice, l'antica immagine della Madonna della Neve, sorretto da un coro di putti. Nella sezione inferiore sinistro vi è sant'Antonio di Padova con il Bambino che alza la mano verso la sezione superiore. Sul lato destro vi è san Fermo in abiti militari e avvolto in un ambio mantello rosso. Nella mano destra tiene la palma del martirio. Tra i due santi vi sono raffigurate le anime purganti dell'inferno. Ai piedi del santo di Padova vi è un ramo di gigli, e, grazie al restauro, è stato possibile ritrovare la scritta LLUS, parte del cognome del Barbelli, e la data MDCLII.
Il ritrovamento della data consente di chiarire quanto precedentemente era stato erroneamente indicato.